# ممر دريك

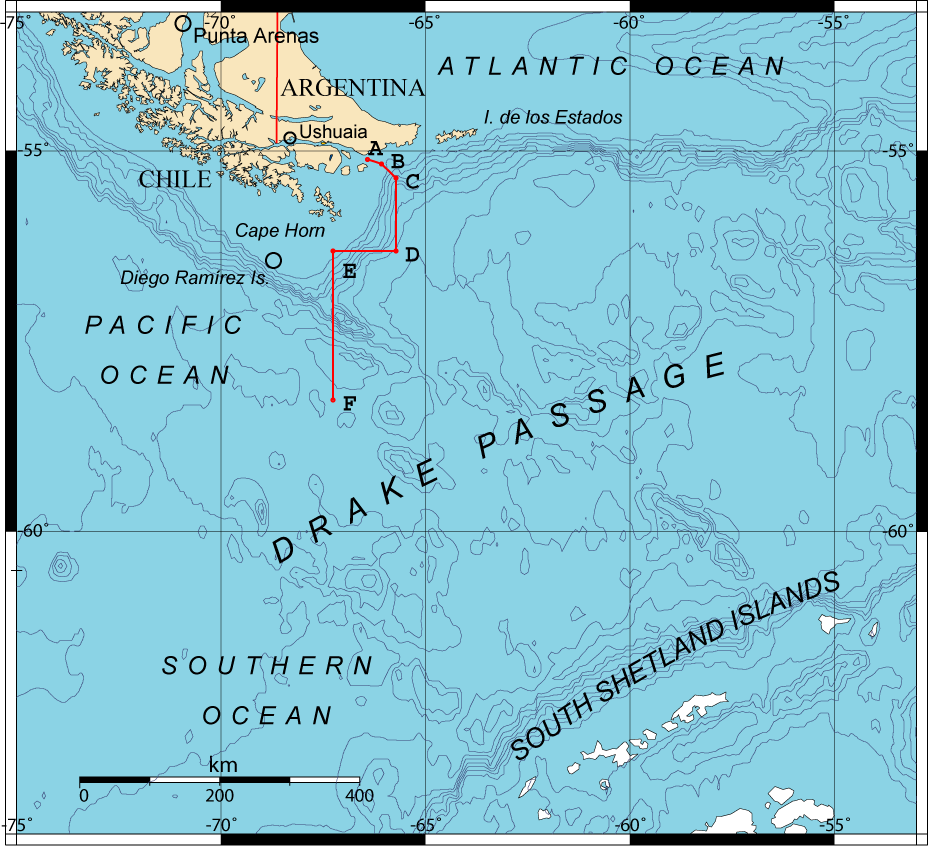
يوضح دريك باسيج نقاط الحدود أ وب وجـ ود وهـ التي تم الاتفاق عليها في معاهدة السلام والصداقة بين تشيلي والأرجنتين عام 1984

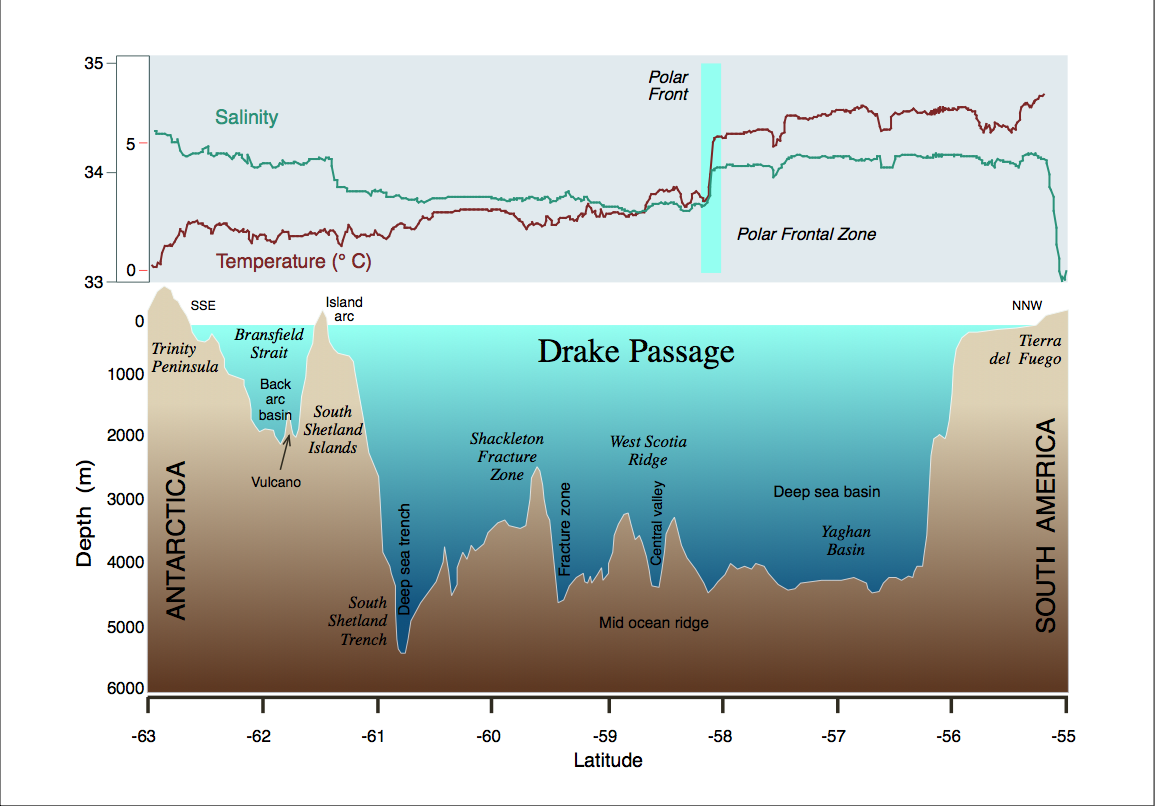
مقطع تصويري للأعماق، يبين ملوحة سطح الماء ودرجة حرارته.

ممر دريك هو مسطح مائي يقع بين الطرف الجنوبي لأمريكا الجنوبية عند كيب هورن، تشيلي وجزر شيتلاند في الجنوب القارة القطبية الجنوبية. ويصل هذا المسطح المائي المحيط الأطلنطي (بحر سكوتيا) بالجزء الجنوبي الشرقي من المحيط الهادئ ويمتد إلى المحيط المتجمد الجنوبي.
ويستمد هذا البحر اسمه الإنجليزي من القرصان الإنكليزي السير فرانسيس دريك. وقد تم تفجير السفينة الوحيدة المتبقية لدريك بعد المرور من خلال مضيق ماجلان (Strait of Magellan) في أقصى الجنوب عام 1578. وقد تضمن هذا الحادث وجود اتصال مفتوح بين المحيطين الأطلسي والهادئ.
وقبل ذلك بنصف قرن، وبعد أن دفعتهم عاصفة باتجاه الجنوب من مدخل مضيق ماجلان اعتقد طاقم البحار الإسباني فرانشيسكو دي هوسيز أنهم أبصروا نهاية للأرض واستنتجوا وجود ذلك البحر في عام 1525 ولهذا السبب يطلق بعض المؤرخين من أسبانيا وأمريكا اللاتينية عليه مار دي هوسيز على اسم سفينة الملاحة الإسبانية مار دي هوسيز.
وقد كانت أول رحلة بحرية عبر الممر المائي هي إندراخت (Eendracht) التي قادها الملاح الهولندي فيليم شخاوتين عام 1616، حيث تم اكتشاف كيب هورن وتسميتها في هذه العملية.
ويعتبر الممر المائي الواسع 800 كيلومتر (500 ميل) الواقع بين كيب هورن وجزيرة ليفيجنستون جنوب جزر شيتلاند هو أقصر ممر مائي يربط القارة القطبية الجنوبية ببقية العالم. ويتمثل الحد الفاصل بين المحيطين الأطلسي والهادئ أحيانًا في خط يُرسم من كيب هورن إلى جزيرة سنو (Snow Island) 130 كيلومتر (81 ميلاً) شمال القارة القطبية الجنوبية). وبدلاً من ذلك فإن خط الزوال الذي يمر من خلال كيب هورن قد يعتبر الحد الفاصل بين المحيطين. وكل من الحدين يمر بداخل ممر دريك (Drake Passage).
ويتسم الممران المائيان حول كيب هورن ومضيق ماجلان وقناة بيغل (Beagle Channel) بالضيق الشديد، بحيث يوجد فراغ صغير يكفي لمرور سفينة واحدة وبصفة خاصة سفينة شراعية للمناورة. كما يمكن أن يتم حصر السفن في الجليد، وأحيانًا تهب الرياح بقوة كبيرة بحيث لا يمكن لأي مركب شراعي أن يسير في عكس اتجاهها. ومن ثم، فضلت معظم السفن الشراعية المرور عبر ممر دريك المائي، الذي يُعتبر مساحة مفتوحة من الماء تمتد لمئات الأميال على الرغم من الظروف بالغة الصعوبة. تقع جزر دييجو راميريز (Diego Ramírez) شديدة الصغر على بُعد 50 كيلومتر (31 ميلاً) جنوب كيب هورن.
ولا توجد هناك أي أرض حول العالم تتسم بالأهمية تقع على خطوط عرض ممر دريك المائي، الذي يمثل أهمية للتدفق غير المحصور من التيار القطبي الجنوبي المحيط بالقارة القطبية الجنوبية والذي يحمل في طياته كمية كبيرة من الماء (حوالي 600 ضعف من تدفق مياه نهر الأمازون) من خلال الممر وحول القارة القطبية الجنوبية.
تُمثل السفن العابرة للممر منصات مشاهدة جيدة للحيتان والدلافين وطيور البحر الكثيرة التي تشمل طائر النوء الكبير وسلالات أخرى من طائر النوق وطائر القطرس والبطريق.
ويُعرف عن الممر أنه كان مغلقًا منذ حوالي 41 مليون ماضية طبقًا للدراسة الكيميائية لأسنان الأسماك الموجودة في الصخور الرسوبية للمحيط. وقبل فتح الممر، كان المحيطان الأطلنطي والهادئ مفصولين عن بعضهما بالكامل وكانت القارة القطبية الجنوبية أكثر دفئًا ولا يوجد بها غطاء جليدي. وقد تسبب الوصل بين المحيطين الكبيرين في إنشاء التيار القطبي الجنوبي المحيط بالقارة القطبية الجنوبية وإلى انخفاض درجة حرارة القارة بشكل كبير.

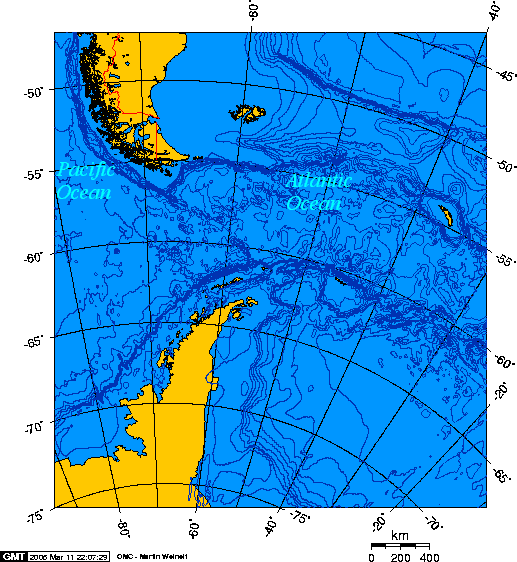
ممر دريك المائي أو مار دي هوسيز بين أمريكا الجنوبية والقارة القطبية الجنوبية
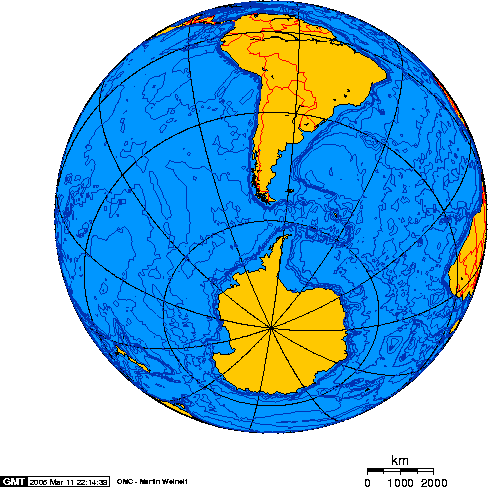
ممر دريك المائي

## وصلات خارجية
- National Oceanography Centre, Southampton page of the important and complex bathymetry of the Passage
- A personal story describing crossing the Passage
- A NASA image of an eddy in the Passage
- Larger-scale images of the passage from the US Navy (Rain, ice edge and wind images)